# Мельник Леонід Герасимович
Леонід Герасимович Мельник (8 квітня 1929, Дубова — 13 лютого 2017, Київ) — український історик, доктор історичних наук, професор, заслужений працівник народної освіти України.

## Біографія
Народився 8 квітня 1929 в селі Дубовій (нині Уманського району Черкаської області) в сім'ї вчителів. У 1937 році, після того, як його батька було репресовано, разом з матір'ю переїхав до родичів в Умань. Там же навчався в школі, яку закінчив у 1947 році із срібною медаллю. У 1947–1952 роках навчався на філософському факультеті Київського державного університету, після закінчення якого за направленням працював учителем історії і логіки в середніх школах Жданова, згодом у школі Умані, був співробітником Уманського краєзнавчого музею.
У 1956 році поступив на заочне навчання до аспірантури на кафедру історії СРСР історичного факультету Київського університету, де навчався під керівництвом професора А. О. Введенського. У 1960 році, за клопотанням завідувача кафедрою професора Ю. Я. Білана і професора А. О. Введенського, був зарахований викладачем кафедри історії СРСР. Після захисту кандидатської дисертації на тему: «Майнове і соціальне розшарування торгового населення Помор'я в XVII столітті», того ж року став старшим викладачем, читав власний курс лецій. З 1965 року — доцент, а з кінця 1960-х — заступник декана історичного факультету Київського університету.
У 1970 році поступив докторантури і у 1972 році захистив докторську дисертацію про історію промислового перевороту в Україні в кінці XIX століття. З 1976 року — професор, невдовзі очолив кафедру історії України, якою керував до 1996 року.

## Праці
- Герои народных восстаний, 1990;
- Торжество исторической правды, 1987;
- Дружба и сотрудничество народов СССР — важнейший фактор Победы в Великой Отечественной войне, 1985;
- Исторические корни единства русского и украинского народов, 1984;
- Развитие научного познания истории, 1983;
- Роль Киева в развитии культурных связей русского и украинского народов (XVII—XVIII вв.), 1982;
- Формирование рабочего класса на Украине, 1988;
- Навеки вместе, 1979[3].